# 扎利斯齊 (羅日謝區)
50°55′14″N 25°7′17″E / 50.92056°N 25.12139°E
扎利斯齊（烏克蘭語：Залісці），是烏克蘭的村落，位於該國西部沃倫州，由盧茨克區負責管轄，面積1.57平方公里，海拔高度183米，2001年人口504，人口密度每平方公里321.02人。